# Nikolaas Tinbergen
Nikolaas Tinbergen (La Haia, Països Baixos 1907 - Oxford, Anglaterra 1988) fou un etòleg i ornitòleg neerlandès guardonat amb el Premi Nobel de Medicina o Fisiologia l'any 1973.

## Biografia
Va néixer el 15 d'abril de 1907 a la ciutat de La Haia, capital de la província d'Holanda del Sud, i fou germà de l'economista Jan Tinbergen, el primer guardonat amb el Premi Nobel d'Economia l'any 1969.
Va estudiar biologia a la Universitat de Leiden, on posteriorment fou professor de zoologia. Va treballar a la Universitat d'Oxford, d'on també va ser professor i responsable del Departament d'Investigació del Comportament Animal, sent considerat un dels pares de l'etologia. Durant la Segona Guerra Mundial va passar dos anys reclòs en un camp de reclutament alemany, per esdevenir doctor de l'exèrcit nazi. Durant la batalla de Witebsk va desaparèixer, sent fet presoner per l'exèrcit soviètic i alliberat l'any 1947.
L'any 1962 fou nomenat membre de la Royal Society de Londres. Morí el 21 de desembre de 1988 a la ciutat d'Oxford.

## Recerca científica
Influenciat pel treball de Karl von Frisch i pels escrits de Jean Henri Fabre sobre els insectes va decidir utilitzar el descobriment d'una colònia de vespes per un estudi de les seves capacitats notables autoguiades cap a la presa, orientant la resta de la seva vida científica al comportament social dels animals.
Durant la seva estada a la Universitat de Leiden va conèixer Konrad Lorenz, invitat per C. J. van der Klaauw per realitzar unes xerrades sobre l'instint animal, esdevenint l'any 1936 el seu assistent juntament amb Alfred Seitz. El 1938 la Fundació Americana dels Països Baixos li va donar la possibilitat de realitzar una estada de quatre mesos a Nova York, moment en el qual va conèixer Ernst Mayr, Ted Schneirla, Roberto M. Yerkes entre d'altres. Després que la Segona Guerra Mundial va ser convidat novament als Estats Units, i també al Regne Unit, per donar diverses conferències sobre el comportament animal. Les amistats duradores amb Ernst Mayr i David Lack van despertar un decisiu interès en l'evolució i ecologia.
En els seus estudis comparatius de psicologia animal va arribar a establir el valor de l'estímul com un signe, en el sentit que els senyals transmesos pels animals inclouen seqüències de conducta, fenomen que va relacionar amb l'existència d'una unitat coordinadora en el sistema nerviós. Va realitzar, així mateix, investigacions sobre la qüestió social de l'autisme en els primers anys de la infantesa. L'any 1973 fou guardonat amb el Premi Nobel de Medicina o Fisiologia pels seus descobriments referents a l'organització dels patrons individuals i socials del comportament, premi que compartí amb Karl von Frisch i Konrad Lorenz.

## Les quatre causes
Seguint el concepte de causa d'Aristòtil (que el dividia en quatre causes), va proposar analitzar tots els fenòmens a partir d'un esquema similar que permetés connectar les diferents ciències.
La primera causa és la funció: hi ha un element que funciona així perquè permet la millor adaptació al medi del seu individu o grup de referència (relacionat amb la causa final). La segona s'explica per la filogènia, és a dir, la formació o la història d'aquell element d'estudi. La tercera (relacionada amb la causa material) recull els canvis influències que provoquen alteracions en el camp analitzat. Per acabar l'ontogènia es fixa en com aquesta influència de l'entorn configura la formació i evolució.
Totes aquestes causes es poden aplicar als diferents nivells de complexitat de la vida: molècula, cèl·lula, òrgan, individu, família, grup, societat, que afecten totes les disciplines, incloent-hi les humanitats.